# Liste der portugiesischen Botschafter in Tunesien
Die Liste der portugiesischen Botschafter in Tunesien listet die Botschafter der Republik Portugal in Tunesien auf. Die beiden Staaten unterhalten seit der tunesischen Unabhängigkeit 1956 diplomatische Beziehungen, die auf ein erstes bilaterales Abkommen 1799 zurückgehen.
Die portugiesische Legation (ab 1975 Botschaft) in der tunesischen Hauptstadt Tunis bestand schon, als sich Portugals Botschafter in Marokko am 21. Mai 1957 als erster Vertreter Portugals in Tunis doppelakkreditierte. Ab 1960 residierte der Vertreter Portugals für Tunesien dann auch selbst vor Ort in der portugiesischen Legation in Tunis.

## Missionschefs
| Name                                                         | Bild     | Amtszeit                           | Anmerkungen |
| Tunesien                                                     | Tunesien | Tunesien                           | Tunesien |
| ------------------------------------------------------------ | -------- | ---------------------------------- | --- |
| Manuel da Cunha Homem de Melo                                |          | Mai 1956 –7. Oktober 1960          | portugiesischer Botschafter in Marokko, am 21. Mai 1957 als erster Botschafter Portugals in Tunis akkreditiert, Amtssitz Rabat |
| José Joaquim de Mena e Mendonça                              |          | 7. Oktober 1960 –3. August 1963    | Geschäftsträger |
| Alexandre Eduardo Lencastre da Veiga                         |          | 7. Oktober 1963 –4. Oktober 1966   | Übergangs-Geschäftsträger |
| Fernando José Reino                                          |          | 21. November 1966 –25. April 1971  | Interessensvertreter Portugals                                                                                                 |
| Paulo Manuel Lajes David Ennes                               |          | 25. April 1971 –20. Januar 1975    | Erster Sekretär |
| Henrique Guilherme Augusto de Figueiredo Silva Martins       |          | 20. Januar 1975 –5. März 1979      | Botschafter, am 19. Februar 1975                                                                                               |
| José Manuel de Noronha Gamito                                |          | 13. März 1979 –                    | Botschafter, am 24. März 1979                                                                                                  |
| José Luís da Silveira e Charters Coelho Trigueiros de Aragão |          | 26. Oktober 1981 –31. Januar 1986  | Botschafter |
| Francisco Pessanha de Quevedo Crespo                         |          | 12. Februar 1986 –29. Oktober 1990 | Botschafter, am 6. März 1986                                                                                                   |
| Carlos Alberto Marques Calisto Cerqueira Alves Milheirão     |          | 16. Oktober 1990 –18. Juli 1996    | Botschafter, 13. Dezember 1990                                                                                                 |
| Filipe Augusto Ruivo Guterres                                |          | 20. Juli 1996 –6. Februar 2001     | Botschafter, am 5. September 1996 akkreditiert                                                                                 |
| Manuel dos Santos Moreira de Andrade                         |          | 8. Februar 2001 –2. September 2002 | Botschafter |
| Aristides Alegre Vieira Gonçalves                            |          | 3. März 2003 –26. März 2007        | Botschafter |
| Maria Rita da Franca Sousa Ferro Levy Gomes                  |          | 27. März 2007                      | Botschafterin |
| Luis Filipe Melo e Faro Ramos                                |          | 2. Juli 2012 –25. September 2015   | Botschafter, am 11. Juli 2012 akkreditiert                                                                                     |
| Pedro Manuel Carqueijeiro Lourtie                            |          | 2015 –9. September 2016            | Botschafter, am 22. September 2015 akkreditiert                                                                                |
| José Frederico Viola de Drummond Ludovice                    |          | seit 19. Oktober 2016              | Botschafter, am 16. November 2016 akkreditiert                                                                                 |